# Fuleco
Fuleco fue la mascota oficial de la Copa Mundial de la FIFA Brasil 2014. Fuleco es un armadillo de la especie Tolypeutes tricinctus (armadillo de tres bandas brasileño), según su nombre científico, y su nombre une las palabras Fútbol (Ful) y Ecología (Eco). El 26 de noviembre de 2012, con un total del 48% de los votos, Fuleco fue el nombre elegido dejando atrás a Zuzeco, con el 31% de los votos, y a Amijubi con el 21% de los sufragios.

## Descripción

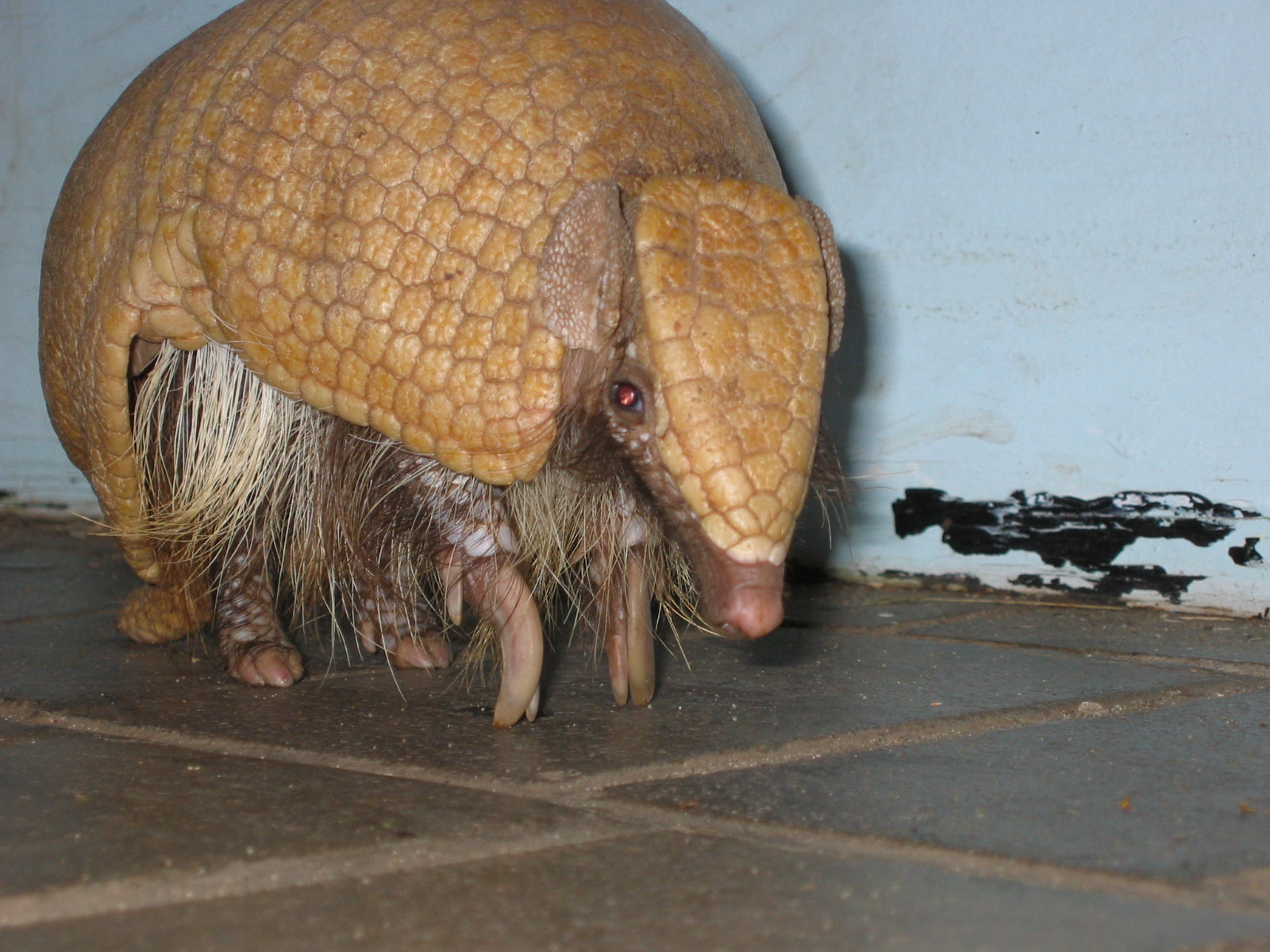
Ejemplar de Tolypeutes tricinctus, especie a la que pertenece Fuleco.

Es un armadillo amigable, amable y muy sociable. Apoya a la conservación del medio ambiente con su filosofía ecologista y fomenta la cultura del deporte. Es muy bromista, ya que le gusta encerrarse en su propio caparazón confundiendo a sus amigos con un balón. Usualmente hace la  «voltereta del armadillo» cuando mete gol. Es curioso y le gusta explorar. Le gusta escuchar música (sobre todo, la brasileña); usar las redes sociales y seguir la filosofía del juego limpio en cualquier lugar; ver películas animadas; leer historietas y jugar videojuegos en su computadora. Su dieta consiste en verduras, frutas, frutos secos y semillas; incluyendo la alcayoiba (conocida en Brasil como Cajueiro).

## Cambios en la mascota

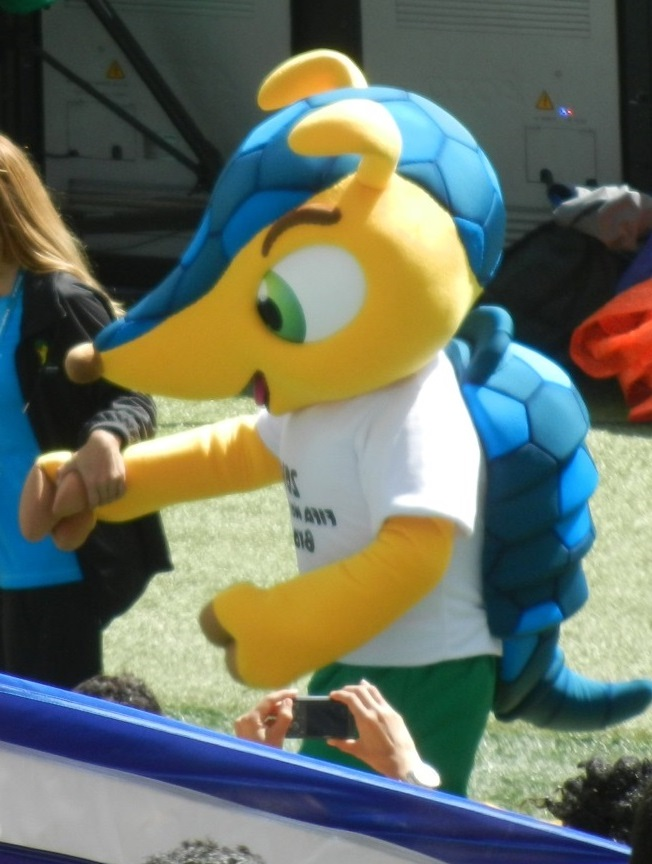
Fuleco en el Mundial de Brasil 2014.

Desde que se instauró la costumbre de asignar a una mascota para la Copa Mundial de Fútbol, éstas han tenido un elemento significativo; pero éste no se volvió trascendente sino hasta el 2006, cuando Goleo VI presentó un disco propio con las canciones del Mundial. Fuleco es la segunda mascota, después de Zakumi, en tener más una canción propia que un disco. Es la tredécima mascota en la historia de este evento; sexta en ser un furry desde World Cup Willie; la quinta con una canción; la cuarta del continente americano; la segunda de Sudamérica y el primer armadillo en la historia. Es la segunda mascota del mundial en tener dos modelos de dibujo: una bidimensional, utilizada para productos oficiales, y otra tridimensional, que se utiliza en el sitio oficial, marketing y productos de los patrocinadores; es la segunda en tener un vestuario formado por camiseta blanca y pantaloncillos verdes; además de un nombre formado por las características del país sede, siendo su antecesor, Zakumi, quien iniciara esta nueva era de las mascotas. Se destaca también que es la primera mascota que dispone cuentas oficiales en redes sociales, tales como Facebook y Twitter; donde escribe mensajes en inglés de Inglaterra y en portugués del Brasil; aparte de una página web dedicada. Se conoce haber nacido en la Ecorregión del Cerrado, un ecosistema muy conocido en Brasil.